# Župnija Stična
Župnija Stična je rimskokatoliška teritorialna župnija Dekanije Grosuplje Nadškofije Ljubljana.
Župnijska cerkev je bazilika Žalostne Matere Božje. Župnijo vodijo redovniki cistercijani.

### Farne spominske plošče
V župniji so postavljene Farne spominske plošče, na katerih so imena vaščanov iz okoliških vasi (Gaberje, Gorenja Vas, Mala Dobrava, Malo Črnelo, Malo Hudo, Mekinja nad Stično, Metnaj, Mleščevo, Mrzlo Polje, Poljane nad Stično, Spodnja Draga, Stična, Stranska Vas, Studenec, Veliko Črnelo in Vir pri Stični) ki so padli nasilne smrti na protikomunistični strani v letih 1942-1945. Skupno je na ploščah 82 imen.